# Besbes (El Tarf)
Pour les articles homonymes, voir Besbes.
Besbes est une commune de la wilaya d'El Tarf en Algérie.

## Géographie
Besbes est située à l'ouest du wilaya d'El Tarf, à 24 km au sud d'Annaba. La ville est entourée de terres agricoles (plaine d'Annaba), Elle appartient à la Wilaya d'Annaba, anciennement.

## Histoire
La localité a été fondée par les Français au milieu du XIXe siècle comme un centre de peuplement colonial. On lui donna le nom de Randon d'après le général de l'armée française Jacques Louis Randon, mais la population locale appelait la région "Besbes". Ce nom fut donné officiellement à la ville après l'indépendance de l'Algérie en 1962.
Pendant la colonisation française, le nouveau centre était habité par des familles Pied-Noir qui possédaient la plupart des fermes environnantes.
Avant l'arrivée des Français, il y avait quatre grandes lignées de familles Boukhris, Nacer, Dorbani, Doukani et Djemil qui constituaient le premier tissus social des populations locales.

## Démographie
La ville compte une population de 60 000 habitants.

## Personnalités liées à la commune
Le cinéaste Karim Traïdia est originaire de Besbes.